# セルウィウス・フルウィウス・パエティヌス・ノビリオル
セルウィウス・フルウィウス・パエティヌス・ノビリオル（Servius Fulvius Paetinus Nobilior）は共和政ローマのプレブス（平民）出身の政治家・軍人。紀元前255年に執政官（コンスル）を務めた。

## 経歴
フルウィウス氏族はラティウムのトゥスクルム（en）の出身で、紀元前4世紀の中ごろか、それより少し遅くにローマに移住した。紀元前322年にはルキウス・フルウィウス・コルウスが執政官となっているが、これがフルウィウス氏族から出た最初の執政官であった。カピトリヌスのファスティによると、ノビリオルの父も祖父もプラエノーメン（第一名、個人名）はマルクスであった。父に関しては不明であるが、祖父は紀元前299年の執政官であるマルクス・フルウィウス・パエティヌスである。フルウィウス・パエティヌス家とフルウィウス・ケントゥマルス家は、近い関係にあると思われる。
ノビリオルに関する最初の記録は、紀元前255年に執政官に就任したことである。この頃は第一次ポエニ戦争の最中であった。前年に執政官マルクス・アティリウス・レグルスが率いるローマ軍が、カルタゴ本国近くで敗北しており（チュニスの戦い）、ノビリオルは同僚執政官のマルクス・アエミリウス・パウッルスとともに、300隻とも350隻とも言われる艦隊を率い、残存ローマ軍を撤退させるためにアフリカに向かった。途中ローマ艦隊は同数あるいは200隻のカルタゴ艦隊と遭遇、海戦となった。この海戦でローマ艦隊は104隻を撃沈、30隻を乗員と共に拿捕するという勝利を収めた。カルタゴ軍の戦死・捕虜数は15,000から35,000とされている。膨大な戦利品は、兵士の間に分配された。
この海戦の勝利の後、両執政官はアスピス（現在のケリビア）で残存ローマ軍を回収し、イタリアへと戻った。歴史学者はこの決断を間違いであったとしている。当時ヌミディアがカルタゴに反乱していたため、海戦の勝利に乗じてローマ軍はアフリカに上陸するべきだったとする。おそらくはノビリオルとパウッルスには前年のレグルスの敗北が頭に残っていたと思われる。ローマへの帰途、シケリア（シチリア）沖でローマ艦隊は嵐に遭遇し、その大半を失ってしまった。ローマ艦隊の規模に関しては諸説あるが（オロシウス：300隻、ポリュビオス：364隻、エウトロピウス：464隻）、どの資料でも残存艦船数は8隻であったとする。ポリビュオスによると、これは両執政官が先の海戦でのローマ海軍の勝利を拡大するため、シケリアのいくつかの都市を占領しようとし、季節が適切でなかったにもかかわらず、シケリア南岸を航行したためとしている。
とはいえ翌紀元前254年に、両執政官はローマで凱旋式を実施している。ノビリオルの凱旋式は1月18日に、パウッルスの凱旋式は翌1月19日に行われたと記録されている。
紀元前189年の執政官マルクス・フルウィウス・ノビリオルは、孫であると思われる

## 参考資料

### 古代の資料
- エウトロピウス『首都創建以来の略史』
- オロシウス『異教徒に反駁する歴史』
- ポリュビオス『歴史』
- カピトリヌスのファステヒ

### 研究書
- Rodionov E. Punic Wars. - St. Petersburg. : SPbGU, 2005. - 626 p. - ISBN 5-288-03650-0 .
- Broughton R. Magistrates of the Roman Republic. - New York, 1951. - Vol. I. - P. 600.
- Münzer F. Fulvius // Paulys Realencyclopädie der classischen Altertumswissenschaft . - 1910. - Bd. VII, 1. - Kol. 229.
- Münzer F. Fulvius 97 // Paulys Realencyclopädie der classischen Altertumswissenschaft . - 1910. - Bd. VII, 1. - Kol. 269-270.